# Astrotricha cordata
Astrotricha cordata là một loài thực vật có hoa trong Họ Cuồng. Loài này được A.R.Bean mô tả khoa học đầu tiên năm 1991.